# Dušan Kerkez
Dušan Kerkez (Beograd, 1. svibnja 1976.) je bosanskohercegovački umirovljeni nogometaš. 
Nastupao je za Radnički iz Obrenovca, Trudbenik, FK Voždovac, FK Leotar Trebinje, HŠK Zrinjski Mostar i Rijeku. Sada igra za ciparski AEL Limassol. Igrao je u dresu nogometne reprezentacije BiH.
Ovaj vezni igrač je rođen 1. svibnja 1976. u Beogradu. Nogometnu karijeru je započeo u srpskim klubovima. Igrao je za Radnički iz Obrenovca i Trudbenik, a nakon ta dva kluba nosio je dres Voždovca i bio je kapetan toga kluba. U sezoni 2002./2003. dolazi u FK Leotar iz Trebinja i s njime osvaja nogometnu Premijer ligu BiH. U Leotaru ostaje još jednu sezonu, a zatim prelazi u HŠK Zrinjski Mostar. S plemićima također osvaja Premijer ligu BiH. 2006. prelazi u Rijeku, a od nogometne sezone 2007./2008. nosi dres AEL-a Limassola.